# الليالي العربية (مسلسل)
الليالي العربية (بالإنجليزية: Arabian Nights) هو مسلسل تلفزيوني أمريكي بريطاني تم إنتاجه في سنة 2000 بجزئين، وهو من تأليف بيتر بارنز والمأخوذة من ريتشارد فرانسيس برتون والمبنية على حكايات ألف ليلة وليلة لشهرزاد وشهريار، المسلسل من إخراج ستيف بارون وهو من بطولة ميلي افيتال ودوجراي سكوت وألان باتس وجيمس فرين وجايسون لي وجيم كارتر وجون ليجويزامو وروفوس سيويل وفانيسا ماي.

## البطولة
- ميلي افيتال بدور شهرزاد
- دوجراي سكوت بدور شهريار
- ألان باتس بدور الراوي
- جيمس فرين بدور شهزنان
- بيتر جينيس بدور الجلاد
- جايسون لي بدور علاء الدين
- بيك سين ليم بدور والدة علاء الدين
- جون ليجويزامو بدور الجني
- فانيسا ماي بدور الأميرة زبيدة
- هيو كوارشي بدور مصطفى
- جيم كارتر بدور جعفر
- أميرة قصار بدور مرجانة
- روفوس سيويل بدور علي بابا
- كاريو بدور بلاك كودا
- أندي سركيس بدور قاسم
- أليكس كونران بدور الأمير علي
- جيمس كاليس بدور الأمير أحمد
- هاري ديلون بدور الأمير حسين
- أليكسي سايل بدور باك باك
- عودد فهر بدور روبر
- روجر هاموند بدور جيروم غروبن
- توني أوسوبا بدور السلطان
- جونيتش إينوشيان بدور هي تشينغ
- ليون ليسيك بدور عزرا بن عرزا

## وصلات خارجية
- الليالي العربية على موقع IMDb (الإنجليزية)
- الليالي العربية على موقع روتن توميتوز (الإنجليزية)
- الليالي العربية على موقع نتفليكس (الإنجليزية)
- الليالي العربية على موقع فيلمافينيتي (الإسبانية)
- الليالي العربية على موقع ليتربوكسد (الإنجليزية)
- الليالي العربية على موقع كينوبويسك (الروسية)
- الليالي العربية على موقع قاعدة بيانات الفيلم (الإنجليزية)

- الليالي العربية على قاعدة بيانات الأفلام على الإنترنت